# Smrjene
Smrjene je naselje v Občini Škofljica.